# Halbik Ciprián Gáspár
Halbik Ciprián Gáspár (Dáka, Veszprém vármegye, 1840. július 6. – Balatonfüred, 1927. március 28.) Szent Benedek-rendi szerzetes és tihanyi apát.

## Élete
1857. szeptember 8-án lépett a rendbe. Miután teológiai tanulmányait Pannonhalmán elvégezte, 1864. július 31-én áldozópappá szenteltetett föl. 1864-65-ben hitszónok Pannonhalmán, 1865-77-ben gimnáziumi tanár Győrött, 1877-78-ban gimnáziumi igazgató, 1878-79-ben házfőnök és gimnáziumi igazgató Komáromban, 1879-től könyvtárőr Pannonhalmán. 1885-ben a főmonostor alperjelje és egyúttal a rendi tanárképző igazgatója, 1891-ben zalavári és 1894. augusztus 26-án tihanyi apát lett.
Programértekezése a komáromi katolikus gimnázium Értesítőjében (1879, Benső vonatkozások a földrajz és világtörténelem között); cikke a Szent István Társulat Emlékkönyvében (1882, Könyvtárak); szent beszédei a Jagicza, Isten Igéje című folyóiratában.

## Művei
- Adatok Pannonhalma multjához. Szombathely, 1880 (Pannonhalmi szent Benedek-rend Névtára 1880-ra. Ebben eredeti levéltári kutatások alapján dolgozza föl a pannonhalmi főapátok életrajzi fonalán az egész főmonostor történetét. Ennek következtében nevezte ki őt Kruesz főapát a rend történetírójának.)
- A bánat kiengesztel. Grüson Paulin után németből ford. Győr, 1880 (Gross, M. Ifjuság Könyvtára 3.)
- Borcsa néni. Németből szabadon átdolgozta. Győr, 1880 (Gross, M. Ifj. Kvtára 4.)
- Buchenhorst örökösei. Elbeszélés Nagy Ottó korából. Németből szabadon átdolgozta. Győr, 1881 (Gross, M. Ifj. K. 8.)
- A végrendelet. Elbeszélés az ifjuság számára. Baron Richard után németből átdolgozta. Győr, 1881 (Gross. M. Ifj. K. 10.)
- Bucsuszó, melyet a herczegprimássá kinevezett Vaszary Kolos főapáthoz intézett. Győr, 1891

Szerkesztette a győri Nagy képes Naptárt 1877 és 1878-ban. (Ebben megírta Zalka János püspök, Kruesz Krizosztom főapát, József főherczeg. Litzen-Mayer festő, Szabó Kálmán, Zerpák János életrajzát, Az 1809. győr-kis-megyeri vívott csata leírását.)

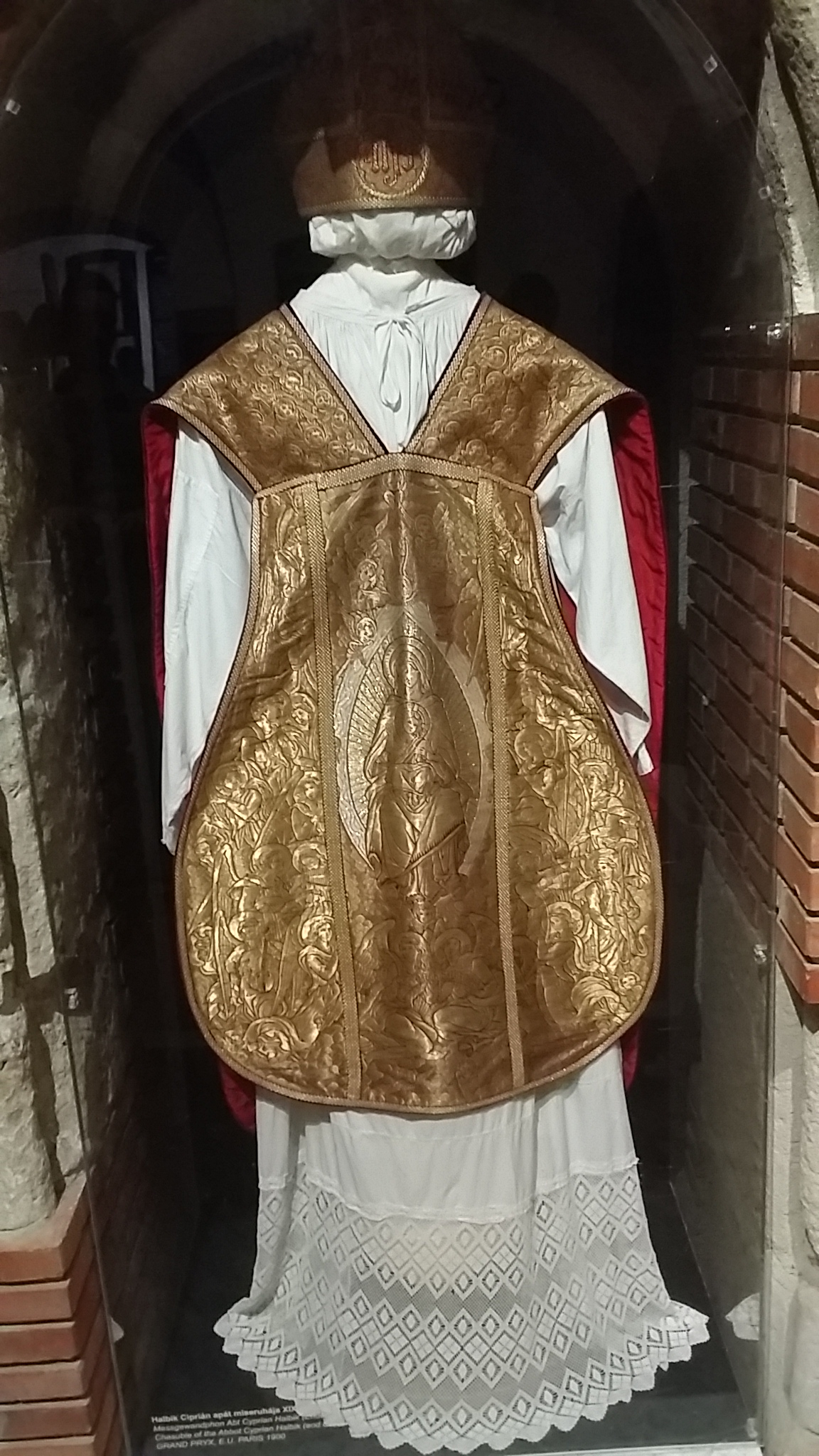
Halbik Ciprián miseruhája a tihanyi apátságban